# Янішевський Зиґмунт

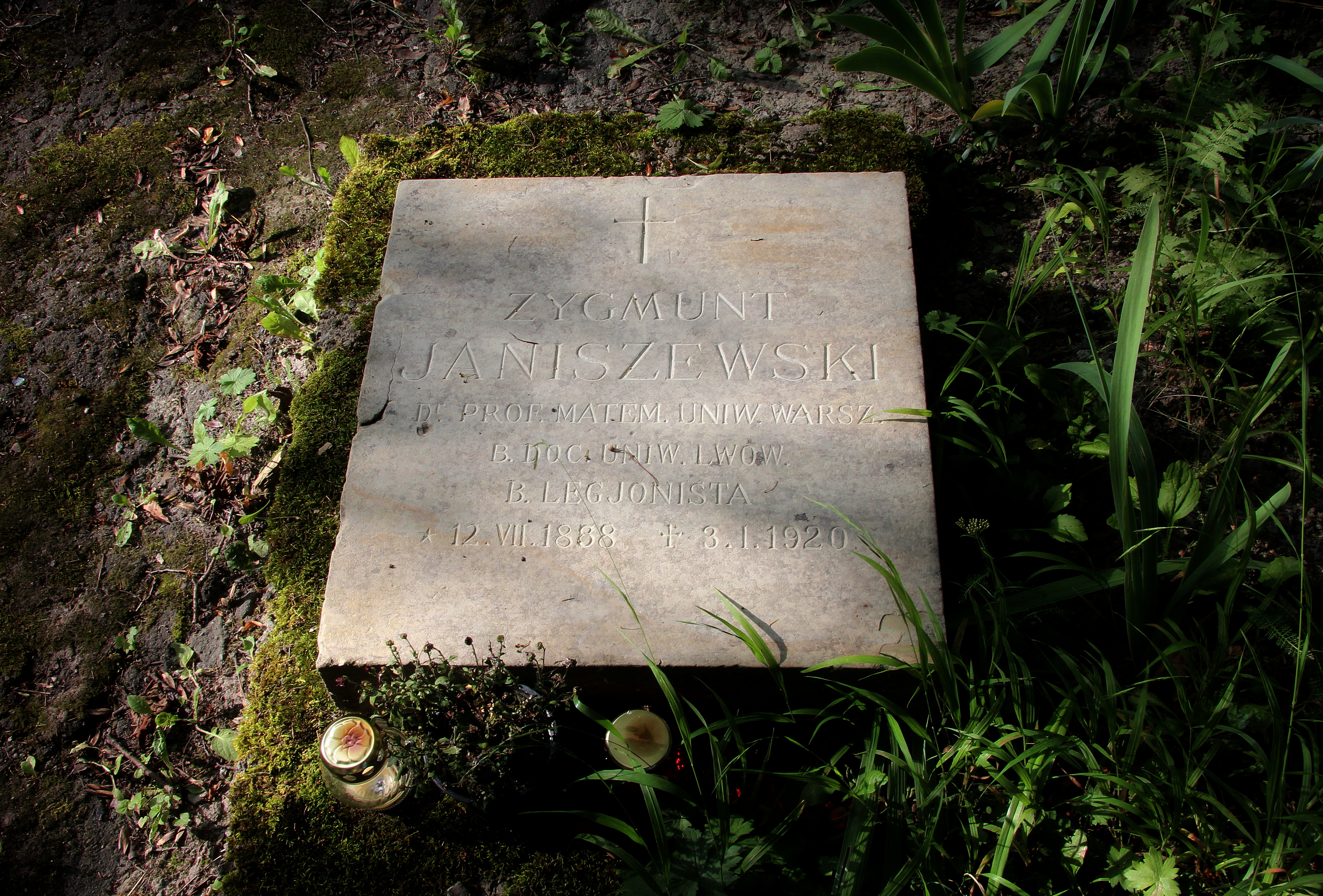

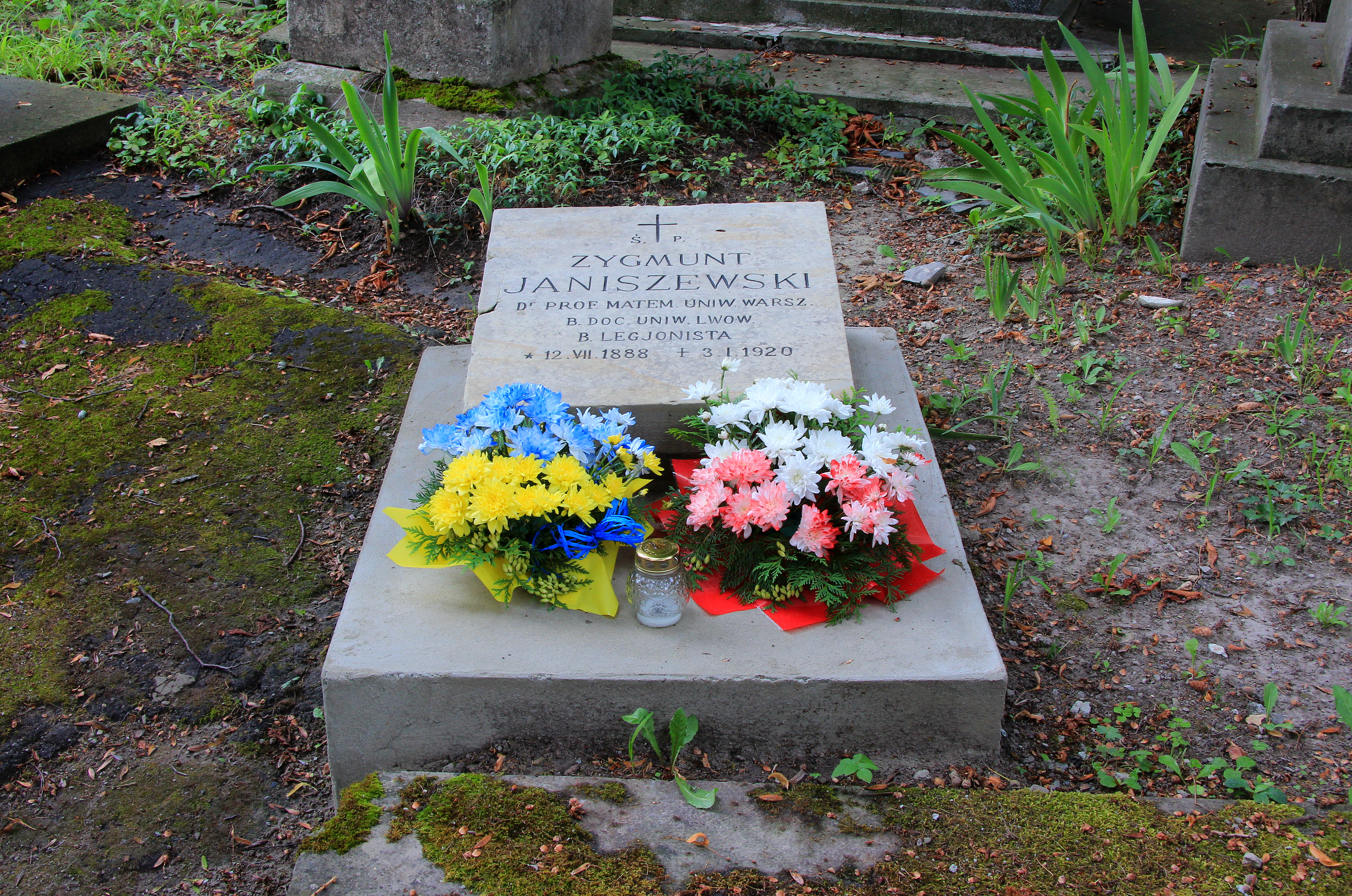

Зиґмунт Янішевський (нар.12 липня 1888, Варшава — пом. 3 січня 1920, Львів) — польський та український математик.

## Життєпис
Зиґмунт Янішевський народився 12 липня 1888 року у Варшаві в родині правника Чеслава і Юлії з Шульц-Голєніцьких. 1907 року закінчив у Львові Першу реальну школу.
У 1907—1913 роках навчався в університетах:
- Цюріху — зимовий семестр 1907/8 н. р.
- Гетінгені — літній семестр 1907/8 року
- Парижі — 1908/09 навч. рік
- Мюнхені — зимовий семестр 1909/10 н. р.
- Гетінгені — літній семестр 1909/10 н. р.
- Парижі — 1910/11 навч. рік.
- Марбурзі — літній семестр 1911/12 н. р.
- Ґрацу — літній семестр 1912/13 н. р.

Слухав лекції Ж. Адамара, Е. Бореля, Г. Мінковського, Е. Ландау, К. Рунге, Д. Гільберта, Е. Пікара, Е. Цермело, О. Тепліцта, Ф.Борнштейна, Е. Гурса.
Керівником його дисертаційної роботи був А. Лебег.
Літом 1911 року у Сорбоні захистив докторську працю: «Sur les continues irreductibles entre deux points», іспит приймали А. Лебег, А. Пуанкаре і Е. Борель. Пуанкаре з ним провів довгу дискусію щодо дисертації — містила нові результати з топології та вводила нові методи досліджень.
Взяв участь в XI з'їзді природників та лікарів у Кракові, зустрівся з львівськими професорами-математиками Ю. Пузиною і В. Серпінським.
В 1911-12 роках читав лекції з топології та філософії математики на Вищих наукових курсах у Варшаві.
1912 року на V Міжнародному математичному конгресі прочитав доповідь "Über die Begriffe «Linie» und «Fläshe» — «Про поняття лінії і поверхні». В доповіді накреслив схему конструкції кривої, яка не містить дуги, цією тематикою пізніше займався його учень Б. Кнастер.
1913 року подав до ради філософського факультету Львівського університету габілітаційну працю «O rozcinaniu płaszcryzny przez continua» — містить узагальнення результатів К. Жордана і М. Шенфліса, призвела до численних досліджень в топології.
Того ж року рада факультету Львівського університету надала йому veniam legendi — право викладання, як приват-доценту.

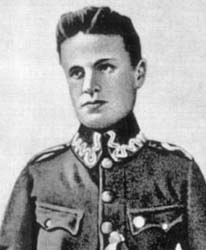
Янішевський Зиґмунт під час служби у польських легіонах

З початком Першої світової війни вступив до польських легіонів, брав участь у Карпатській компанії 1914-15 року — простим солдатом, хоча мав офіцерський ранг. Певний час був у війську разом з Г. Штейнгаузом — як згадував останній, Янішевський одного разу переїжджав з частини в частину автомобілем, котрим кермував німецький математик М. Ден, який розв'язав до цього Третю проблему Гільберта.
Певний час служив у Львові і мав можливість читати лекції в університеті. 1916 року надрукована його габілітаційна лекція «O realizmie I idealizmie w matematyce» — обговорює питання філософії математики, зокрема дискусію, пов'язану з парадоксами теорії множин та поглядами на дальший розвиток математики.
Згодом він відмовився дати присягу на вірність австрійському уряду, змушено переховується під прізвищем Зиґмунта Віхернівіча. Займвся освітньою працею — організував осередок навчання для талановитих дітей, пише статті з різних розділів математики для самоосвіти — 1917 року опубліковані в «Poradniku dla Samouków».
1918 року написав статтю для I тому «Nauki Polskij» — подає плани побудови фундаменту польської математики на основі нових напрямків в математиці. Цей план реалізовано у 1920 році — спільно з В. Серпінським і С. Мазуркевичем виданий I том першого у світі спеціалізованого математичного журналу «Fundamenta Mathematicae». Навколо журналу формується Варшавська математична школа, також ідея реалізується пізніше у Львівській математичній школі — навколо журналу «Studia Mathematica».
В 1918 році запрошений до Варшавського університету, викладає аналітичну геометрію, алгебру, топологію.
Квітнем 1919 року Янішевський захворів на грип (іспанку), уздоровлюється в Італії. На різдвяні канікули їде до Львова — маминої родини та нареченої Яніни Келлес-Крауз.
В дорозі він застудився, після дев'яти днів повторної іспанки і запалення легень помер у Львові 3 січня 1920 року. Поховали З. Янішевського на 58 полі Личаківського цвинтаря , могила не збереглася. Плита з надгробка з його прізвищем і датами життя була віднайдена співробітниками Личаківського цвинтаря у 2020 р.

## Трохи про особисте
Ще учнем реальної школи роздаровував одяг колегам.
Кілька тисяч рублів наукової нагороди в 1917 році віддав на потреби народної освіти.
В заповіті весь свій маєток по батьках заповів на освіту обдарованих дітей.